# Николаевский Стародевичий монастырь
Николаевский Стародевичий монастырь — женский монастырь в городе Алатырь Казанской / Нижегородской губернии. Монастырь упразднён в 1765 году в результате секуляризационной реформы 1764 года.

## История

### Основание
По одной из версий, переведён в Алатырь из Курмыша во 2-й половине XVII в. (до 1573 года)[уточнить], назывался Казанским, Николаевским (Никольским). В годы Смутного времени полностью разорён, в 1622 году отстроен заново по приказу царя Михаила Фёдоровича.
По другой версии, основан в 1622 году, именовался Николаевским, после основания в Алатыре в 1639 году Киево-Николаевского новодевичьего монастыря стал называться Старо-Николаевским.

### Основные даты
До 1573 года — основан, впоследствии разорён.

1622 год — отстроен заново.

1671 год — постройки монастыря сгорели во время восстания Степана Разина (во время пребывания в Алатыре атамана М. Осипова, сподвижника Разина), но в скором времени монастырь отстроен вновь.

До 1700 года в монастыре была одна деревянная церковь во имя Св. Николая Чудотворца, в 1700 году построена деревянная тёплая церковь во имя Знамения Пресвятой Богородицы. 

8 мая 1741 года обе церкви сгорели. 

В 1741 году отстроена на средства пожертвователей, в 1743 освящена Знаменская церковь.

В 1753—1754 отстроена и освящена Николаевская церковь с приделом во имя Св. Макария Желтоводского и Унженского, а также построены деревянная колокольня и новые кельи. 

В 1765 году монастырь упразднён, церкви превращены в приходские. Настоятельница и сестры перешли в соседний Киево-Никольский монастырь. 

В 1770—1779 на месте ветхой деревянной во имя иконы Божией Матери «Знамение» церкви воздвигнута одноимённая каменная в стиле позднего барокко. Другой деревянный храм (Николаевский) простоял до 1795 года, сгорел во время пожара.
Земельных владений и угодий при монастыре не было.

### Численность монастыря
В 1622 году в монастыре находились игуменья и 26 монахинь,

в 1731 — игуменья и 30 монахинь,

в 1742 — 11 монахинь,

в 1764 — игуменья, казначей и 18 монахинь.

## Современность
К настоящему времени сохранилась здание церкви Иконы Божией Матери «Знамение», построенной на средства прихожан на месте старой деревянной монастырской, ныне — Никольская церковь (Николо-Знаменская церковь) с Петропавловским и Никольским приделами (Приделы: правый — во имя Св. Апостолов Петра и Павла, левый — во имя Св. Николая Чудотворца). 

Архитектура храма типа восьмерик на четверике с трапезной и крупной колокольней, завершённой куполом со шпилем. Фасады украшены богатым декором в духе барокко. Церковь была закрыта в 1940 году, использовалась как винзавод. Возвращена верующим в 1988 году, отреставрирована, освящена в 1991 году. Приходский храм. Здание церкви является памятником архитектуры федерального значения (Регистрационный номер 211410105320006)